# فقط قهرمانان (فیلم ۱۹۸۹)
فقط قهرمانان (به انگلیسی: Just Heroes) یک فیلم جنایی هنگ کنگی محصول سال ۱۹۸۹ که توسط جان وو و وو ما کارگردانی شده‌است. ستارگان فیلم دانی لی، دیوید چیانگ و استفن چو می‌باشند.

## بازیگران فیلم
- دیوید چیانگ
- دنی لی
- چن کوان-تای
- تین نیو
- کالی کوانگ
- وو ما
- جیمز وانگ
- استیون چو
- شینگ فوئین
- نی جون
- تی لونگ
- الیوت نگوک